# Блайнавон
Блайна̀вон (на английски: Blaenavon; на уелски: Blaenafon) е град в Южен Уелс, графство Торвайн. Разположен е около река Авон Луид на около 30 km на север от централната част на столицата Кардиф. Има жп гара. Производството на стомана и добив на каменни въглища. Индустриалният пейзаж около Блайнавон е включен в Списъка на световното културно и природно наследство на ЮНЕСКО. Населението му е 6349 жители според данни от преброяването през 2001 г.

## Побратимени градове
- Кутра, Франция